# Primera B Nacional 2008-2009
La Primera B Nacional 2008-2009 è stata la 23ª edizione del campionato argentino di calcio di seconda divisione. È iniziata il 21 agosto 2008 ed è terminata il 20 giugno 2009.

## Squadre partecipanti
| Club                    | Città                 | Stadio                                 | Stagione precedente           |
| ----------------------- | --------------------- | -------------------------------------- | ----------------------------- |
| Aldosivi                | Mar del Plata         | Stadio José María Minella              | 11°                           |
| All Boys                | Floresta              | Stadio Islas Malvinas                  | 1° in Primera B Metropolitana |
| Almagro                 | Buenos Aires          | Stadio Tres de Febrero                 | 14°                           |
| Atlético Rafaela        | Rafaela               | Stadio Nuevo Monumental                | 8°                            |
| Atl. Tucumán            | San Miguel de Tucumán | Stadio Monumental José Fierro          | 1° in Torneo Argentino A      |
| Belgrano                | Córdoba               | Stadio Julio César Villagra            | 4°                            |
| CAI                     | Comodoro Rivadavia    | Stadio Municipal de Comodoro Rivadavia | 9°                            |
| Chacarita Juniors       | Buenos Aires          | Stadio Chacarita Juniors               | 5°                            |
| Defensa y Justicia      | Florencio Varela      | Stadio Norberto Tomaghello             | 16°                           |
| Ferro Carril Oeste      | Buenos Aires          | Stadio Arquitecto Ricardo Etcheverri   | 10°                           |
| Independiente Rivadavia | Mendoza               | Stadio Bautista Gargantini             | 12°                           |
| Instituto (C)           | Córdoba               | Stadio Juan Domingo Perón              | 15°                           |
| Los Andes               | Lomas de Zamora       | Stadio Eduardo Gallardón               | 2° in Primera B Metropolitana |
| Olimpo                  | Bahía Blanca          | Stadio Roberto Natalio Carminatti      | 19° in Primera División       |
| Platense                | Vicente López         | Stadio Ciudad de Vicente López         | 17°                           |
| Quilmes                 | Quilmes               | Stadio Centenario Ciudad de Quilmes    | 6°                            |
| San Martín (SJ)         | San Juan              | Stadio Ingeniero Hilario Sánchez       | 20° in Primera División       |
| Talleres (C)            | Córdoba               | Stadio Mario Alberto Kempes            | 13°                           |
| Tiro Federal            | Rosario               | Stadio Fortín de Ludueña               | 7°                            |
| Unión (SF)              | Santa Fe              | Stadio 15 aprile                       | 3°                            |

## Classifica finale
|  | Pos. | Squadra                 | Pt | G  | V  | N  | P  | GF | GS | DR  |
|  | ---- | ----------------------- | -- | -- | -- | -- | -- | -- | -- | --- |
|  | 1.   | Atl. Tucumán            | 74 | 38 | 21 | 11 | 6  | 59 | 30 | +29 |
|  | 2.   | Chacarita Juniors       | 72 | 38 | 20 | 12 | 6  | 58 | 30 | +28 |
|  | 3.   | Atlético Rafaela        | 62 | 38 | 17 | 11 | 10 | 47 | 39 | +8  |
|  | 4.   | Belgrano                | 62 | 38 | 17 | 11 | 10 | 36 | 29 | +7  |
|  | 5.   | Instituto (C)           | 59 | 38 | 17 | 8  | 13 | 50 | 43 | +7  |
|  | 6.   | Aldosivi                | 57 | 38 | 16 | 9  | 13 | 32 | 33 | −1  |
|  | 7.   | Ferro Carril Oeste      | 52 | 38 | 15 | 7  | 16 | 52 | 48 | +4  |
|  | 8.   | Quilmes                 | 51 | 38 | 13 | 12 | 13 | 39 | 41 | -2  |
|  | 9.   | All Boys                | 50 | 38 | 13 | 11 | 14 | 46 | 46 | 0   |
|  | 10.  | Tiro Federal            | 50 | 38 | 11 | 17 | 10 | 45 | 46 | −1  |
|  | 11.  | Independiente Rivadavia | 50 | 38 | 13 | 11 | 14 | 46 | 48 | −2  |
|  | 12.  | Talleres (C)            | 50 | 38 | 13 | 11 | 14 | 49 | 54 | −5  |
|  | 13.  | San Martín (SJ)         | 49 | 38 | 12 | 13 | 13 | 46 | 41 | +5  |
|  | 14.  | Defensa y Justicia      | 49 | 38 | 11 | 16 | 11 | 47 | 47 | 0   |
|  | 15.  | Unión (SF)              | 49 | 38 | 13 | 10 | 15 | 48 | 52 | −4  |
|  | 16.  | Los Andes               | 45 | 38 | 11 | 12 | 15 | 51 | 57 | −6  |
|  | 17.  | Olimpo                  | 40 | 38 | 10 | 10 | 18 | 39 | 59 | −20 |
|  | 18.  | Platense                | 37 | 38 | 9  | 10 | 19 | 37 | 51 | −14 |
|  | 19.  | CAI                     | 36 | 38 | 8  | 12 | 18 | 35 | 45 | −10 |
|  | 20.  | Almagro                 | 32 | 38 | 6  | 14 | 18 | 36 | 60 | −24 |

Aggiornato al 20 giugno 2009. Fonte: AFA
      Promosse in Primera División 2009-2010.
  Ammesse ai play-off.

## Retrocessione
Le squadre con affiliazione diretta all'AFA, cioè quelle provenienti dalla città di Buenos Aires, dalla sua area metropolitana e dalla città di Rosario, vengono retrocesse in Primera B Metropolitana, mentre quelle con affiliazione indiretta vengono relegate nel Torneo Argentino A. La 17ª e la 18ª classificata affrontano le vincitrici del torneo Reducido delle due categorie inferiori per l'eventuale retrocessione.
Le due squadre con il peggior promedio retrocedono nel torneo corrispondente alla propria affiliazione.
| Pos. | Club                    | 2006-07 | 2007-08 | 2008-09 | Totale | Giocate | Media | Affiliazione |
| ---- | ----------------------- | ------- | ------- | ------- | ------ | ------- | ----- | ------------ |
| 1.   | Atl. Tucumán            | —       | —       | 74      | 74     | 38      | 1.947 | Indiretta    |
| 2.   | Chacarita Juniors       | 61      | 56      | 72      | 189    | 114     | 1.658 | Diretta      |
| 3.   | Atlético Rafaela        | 68      | 53      | 62      | 183    | 114     | 1.605 | Indiretta    |
| 4.   | Belgrano                | —       | 56      | 62      | 118    | 76      | 1.553 | Indiretta    |
| 5.   | Olimpo                  | 75      | —       | 40      | 118    | 76      | 1.553 | Indiretta    |
| 6.   | San Martín (SJ)         | 69      | —       | 49      | 118    | 76      | 1.553 | Indiretta    |
| 7.   | Unión (SF)              | 57      | 56      | 49      | 162    | 114     | 1.421 | Diretta      |
| 8.   | Quilmes                 | —       | 55      | 51      | 106    | 76      | 1.395 | Diretta      |
| 9.   | Aldosivi                | 45      | 48      | 57      | 150    | 114     | 1.316 | Indiretta    |
| 10.  | All Boys                | —       | —       | 50      | 50     | 38      | 1.316 | Diretta      |
| 11.  | Defensa y Justicia      | 57      | 43      | 49      | 149    | 114     | 1.307 | Diretta      |
| 12.  | Independiente Rivadavia | —       | 47      | 50      | 97     | 76      | 1.276 | Indiretta    |
| 13.  | Instituto (C)           | 43      | 43      | 59      | 145    | 114     | 1.272 | Indiretta    |
| 14.  | Tiro Federal            | 39      | 54      | 50      | 143    | 114     | 1.254 | Indiretta    |
| 15.  | Ferro Carril Oeste      | 39      | 51      | 52      | 142    | 114     | 1.246 | Diretta      |
| 16.  | Platense                | 61      | 41      | 37      | 139    | 114     | 1.219 | Diretta      |
| 17.  | Los Andes               | —       | —       | 45      | 45     | 38      | 1.184 | Diretta      |
| 18.  | CAI                     | 45      | 51      | 36      | 132    | 114     | 1.158 | Indiretta    |
| 19.  | Almagro                 | 49      | 43      | 32      | 124    | 114     | 1.088 | Diretta      |
| 20.  | Talleres (C)            | 26      | 46      | 50      | 122    | 114     | 1.070 | Indiretta    |

Aggiornato al 20 giugno 2009. Fonte: AFA

## Play-off
i 3° e i 4° classificati giocano contro i 17° e i 18° della classifica retrocessione della Primera División.
| Squadra 1        | Totale | Squadra 2       | Andata | Ritorno |
| ---------------- | ------ | --------------- | ------ | ------- |
| Atlético Rafaela | 3 - 3  | Gimnasia (LP)   | 3 - 0  | 0 - 3   |
| Belgrano         | 1 - 2  | Rosario Central | 0 - 1  | 1 - 1   |

### Verdetti
- Atlético Rafaela e  All Boys restano in Primera B Nacional

## Play-out
| Squadra 1  | Totale | Squadra 2 | Andata | Ritorno |
| ---------- | ------ | --------- | ------ | ------- |
| Dep. Merlo | 2 - 0  | Los Andes | 1 - 0  | 1 - 0   |
| Patronato  | 1 - 5  | CAI       | 0 - 2  | 1 - 3   |

### Verdetti
- CAI resta in Primera B Nacional
- Los Andes retrocessa in Primera B Metropolitana 2009-2010

## Marcatori
| Pos. | Giocatore         | Squadra           | Reti |
| ---- | ----------------- | ----------------- | ---- |
| 1    | Luis Rodriguez    | Atl. Tucumán      | 20   |
| 2    | Luis Salmerón     | Talleres (C)      | 18   |
| 3    | Emanuel Gigliotti | All Boys          | 16   |
| 3    | Javier Toledo     | Chacarita Juniors | 16   |
| 3    | Juan José Morales | Quilmes           | 16   |
| 6    | Matías Alustiza   | Chacarita Juniors | 14   |
| 6    | Javier Rossi      | Tiro Federal      | 14   |